# Gefleborgs Enskilda Bank
Gefleborgs Enskilda Bank var en svensk affärsbank med huvudkontor i Gävle.
Banken grundades på initiativ av bland andra Per Murén och Robert Rettig, erhöll sin första oktroj 1864 under namnet Gefleborgs läns enskilda bank och inledde sin verksamhet året därpå. År 1875 ändrades namnet till Gefleborgs enskilda bank. Banken innehade egen sedelutgivningsrätt till 1897. Utöver huvudkontoret i Gävle fanns 1909 avdelningskontor i Söderhamn och kommissionskontor i Bollnäs, Sandviken, Heby, Tierp, Tärnsjö och Horndal. Banken uppgick 1911 i Bankaktiebolaget Norra Sverige, vilket sin tur 1914 uppgick i Stockholms Handelsbank.